# Nygolaimus aquaticus
Nygolaimus aquaticus är en rundmaskart som beskrevs av Robert Folger Thorne 1930. Nygolaimus aquaticus ingår i släktet Nygolaimus och familjen Nygolaimidae. Inga underarter finns listade i Catalogue of Life.